# Gerhard Schaller
Gerhard Schaller (5 december 1929 - 30 januari 2006) was een Duitse voetballer die als verdediger speelde.

## Carrière
Schaller startte zijn voetballoopbaan bij SV Stahl Thale. In 1954 ging hij naar HC Empor Rostock. Hij heeft in zijn voetbaljaren bij HC Empor Rostock in totaal 87 wedstrijden gespeeld en 5 doelpunten gescoord. Hij maakte zijn debuut in het Oost-Duitse voetbalelftal in 1955. Schaller speelde 5 wedstrijden voor de nationale ploeg. Hij beëindigde zijn voetbalcarrière in 1965.
Schaller overleed op 30 januari 2006.